# Diomansy Kamara
Diomansy Mehdi Moustapha "Joe" Kamara (født 8. november 1980 i Paris, Frankrig) er en fransk-født senegalesisk fodboldspiller.

## Klubkarriere

### Opstarten
Kamara begyndte sin professionelle karriere hos franske Red Star 93, før han skiftede til italienske Catanzaro i 1999/2000 sæsonen. 
Hos Catanzaro spillede han 34 kampe og scorede ni mål, før større klubber fik øjnene op for ham, hvilket udmøntede i et skifte til Modena, hvor han spillede yderligere tre sæsoner bl.a. i Serie A.

### Portsmouth
I august 2004 var det tid til luftforandring, og Kamara skiftede det italienske ud med det engelske og Portsmouth for 2.5 millioner pund. Kamara havde dog problemer med at slå til hos Pompey, og efter bare et år rykkede senegaleseren til West Bromwich Albion for 1.5 millioner pund.

### West Bromwich Albion
Kamara fik sin debut den 13. august, 2005, og havde en udmærket periode i klubben, hvor især 2006/07 sæsonen blev det helt store gennembrud med 23 mål i alle konkurrencer, da WBA lå i den engelske The Championship. Samme år blev Kamara også udtaget til PFA Championship Team of the Year pga. hans flotte præstationer i ligaen,  og derudover blev angriberen også kåret til "Årets Spiller" i WBA.

### Fulham
Kamaras form fik i juli, 2007, Fulhams manager, Lawrie Sanchez, til at byde seks millioner pund for angriberen, og den 9. juli skiftede Kamara til Fulham i den engelske Premier League. Kamara fik sin debut for Fulham den 12. august, 2007 i et 2-1 nederlag mod Arsenal, hvor han afløste David Healy i anden halvleg. På trods af begrænset succes i sin Fulham-karriere huskes Kamara især for at have scoret to mål på tyve minutter i en knald-eller-fald kamp mod Manchester City. De mål sikrede en 3-2 sejr på udebane og gav fornyet håb om, at Fulham kunne overleve i Premier League trods en plads under nedrykningsstregen. Fulham sikrede sig endnu en sæson i Premier League med en 1-0 sejr på udebane over Portsmouth på sidste spilledag. 

### Celtic
Den 1. februar, 2010 blev Kamara udlejet til Celtic for resten af 2009/10 sæsonen, efter at være blevet degraderet til permanent bænkevarmer i Fulham. 

### Leicester
Den 21. marts blev Kamara udlejet til Leicester fra The Championship for resten af sæsonen.

### Eskisehirspor
Kamara skiftede til Eskisehirspor i juni 2011 efter kontrakten med Fulham udløb.
I sommerpausen 2014 forlod han klubben efter kontraktudløb.

## International karriere
Kamara har spillet 51 kampe og scoret ni mål for det senegalesiske landshold.